# Christianopolis
Christianopolis (łac. Diœcesis Christianopolitanus) – stolica historycznej diecezji w Cesarstwie Bizantyńskim (prowincja Peloponez), współcześnie w Grecji. Pierwszym wzmiankowanym w źródłach biskupem tej diecezji był Gerard (zm. 1392). Od 1933 katolickie biskupstwo tytularne, wakujące od 1974.

## Biskupi tytularni
| Lp. | Biskup       | Od            | Do            |
| --- | ------------ | ------------- | ------------- |
| 1   | Imre Kisberk | 11 marca 1951 | 2 lutego 1974 |